# Rehobeth
Rehobeth es un pueblo ubicado en el condado de Etowah en el estado estadounidense de Alabama. En el censo de 2000, su población era de 993.

## Demografía
En el 2000 la renta per cápita promedio del hogar era de $34.267$, y el ingreso promedio para una familia era de 39.625$. El ingreso per cápita para la localidad era de 17.149$. Los hombres tenían un ingreso per cápita de 31.513$ contra 21.518$ para las mujeres.

## Geografía
Rehobeth está situado en 31°8′7″N 85°26′10″O / 31.13528, -85.43611 (31.135245, -85.436008).
Según la Oficina del Censo de los EE. UU., la ciudad tiene un área total de 6.28 millas cuadradas (16.26 km²).